# San Marino az 1960. évi nyári olimpiai játékokon
San Marino az olaszországi Rómában megrendezett 1960. évi nyári olimpiai játékok egyik részt vevő nemzete volt. Az országot az olimpián 3 sportágban 9 sportoló képviselte, akik érmet nem szereztek. San Marino első alkalommal vett részt az olimpiai játékokon.

## Birkózás
Szabadfogású
| Versenyző        | Versenyszám | 1. forduló                     | 1. forduló | 1. forduló | 2. forduló                               | 2. forduló | 2. forduló | 3. forduló        | 3. forduló | 3. forduló | 4. forduló        | 4. forduló | 4. forduló | 5. forduló        | 5. forduló | 5. forduló | Döntő             | Döntő   | Döntő   | Helyezés |
| Versenyző        | Versenyszám | Ellenfél Eredmény              | Pont       | Hely.      | Ellenfél Eredmény                        | Pont       | Hely.      | Ellenfél Eredmény | Pont       | Hely.      | Ellenfél Eredmény | Pont       | Hely.      | Ellenfél Eredmény | Pont       | Hely.      | Ellenfél Eredmény | Pont    | Hely.   | Helyezés |
| ---------------- | ----------- | ------------------------------ | ---------- | ---------- | ---------------------------------------- | ---------- | ---------- | ----------------- | ---------- | ---------- | ----------------- | ---------- | ---------- | ----------------- | ---------- | ---------- | ----------------- | ------- | ------- | -------- |
| Vittorio Mancini | 57 kg       | Dermot Dunne (IRL) · kétvállas | 4          | =16.       | Mohamed Mehdi Yaghoubi (IRI) · kétvállas | 8          | =16.       | kiesett           | kiesett    | kiesett    | kiesett           | kiesett    | kiesett    | kiesett           | kiesett    | kiesett    | kiesett           | kiesett | kiesett | 16.      |

## Kerékpározás

### Országúti kerékpározás
| Versenyző                                                        | Versenyszám     | Idő             | Helyezés      |
| ---------------------------------------------------------------- | --------------- | --------------- | ------------- |
| Domenico Cecchetti                                               | Mezőnyverseny   | nem ért célba   | nem ért célba |
| Sante Ciacci                                                     | Mezőnyverseny   | nem ért célba   | nem ért célba |
| Vito Corbelli                                                    | Mezőnyverseny   | nem ért célba   | nem ért célba |
| Salvatore Palmucci                                               | Mezőnyverseny   | 4:20:57 (+0:20) | 40.           |
| Domenico Cecchetti Sante Ciacci Vito Corbelli Salvatore Palmucci | Csapat időfutam | nem ért célba   | nem ért célba |

## Sportlövészet
Férfi
| Versenyző          | Versenyszám    | Selejtező | Selejtező  | Selejtező  | Döntő   | Döntő    |
| Versenyző          | Versenyszám    | Csoport   | Pont       | Helyezés   | Pont    | Helyezés |
| ------------------ | -------------- | --------- | ---------- | ---------- | ------- | -------- |
| Aroldo Casali      | Szabadpisztoly | B         | 271        | 33.        | kiesett | 64.      |
| Spartaco Cesaretti | Szabadpisztoly | A         | 252        | 32.        | kiesett | 65.      |
| Leo Franciosi      | Trap           |           | 93         | =6.        | 176     | =24.     |
| Guglielmo Giusti   | Trap           |           | nincs adat | nincs adat | kiesett | kiesett  |